# Mushroom Wars 2
Mushroom Wars 2 — компьютерная игра в жанре стратегии в реальном времени для iOS, tvOS, Steam, PlayStation 4, Xbox One, Android, разработанная Zillion Whales. Это самая новая игра из серии Mushroom Wars. Впервые Mushroom Wars 2 вышла на iOS и tvOS 13 октября 2016 года. Версии для Steam, PlayStation 4, Xbox One иAndroid будут выпущены в 2017 году. Действие игры происходит в вымышленном лесном мире, где в динамичных битвах в реальном времени сражаются грибные армии. Игрок выбирает одного из уникальных героев, который поведет грибную армию к победе в разнообразных режимах мультиплеера с лигами, рейтинговыми матчами и системой наград или в однопользовательской кампании с регулируемыми режимами сложности. За основу взят оригинальный геймплей Mushroom Wars, в новой игре Mushrooms Wars 2 четыре эпизода кампании, по одному для каждого из племен грибного народа, соревновательный мультиплеер до 4 игроков и кооперативным режимом 2 на 2.

## Геймплей
В Mushroom Wars 2 игроки управляют армиями в динамичных коротких матчах, захватывая здания противников, которые требуют стратегического управления ресурсами, быстроты реакции и способности руководить тысячами юнитов сразу.
В Mushroom Wars 2 сюжетная кампания состоит из четырех эпизодов, в каждом по 50 миссий. Режим мультиплеера не имеет сюжетной линии, дает 4 игрокам возможность сражаться одновременно, в том числе с друзьями в режиме «Своя игра», «Каждый сам за себя» и командных матчах. Режим «схватка» позволяет игрокам сражаться против ИИ соперников (управляемых компьютером).
Перед матчем игроки выбирают одного из нескольких героев из 4 грибных племен: Шрумы — Рудо или Айнер, Протеи — Марти’О или Кри, Шии’Мори — Стелла или Трини, Гримы — Пахом или Анх. Каждый герой обладает разными навыками, характерными для его племени, которые могут воздействовать на конкретную территорию или на определенное здание. Мана в шкала навыков пополняется за счёт душ воинов, погибших в боях, таким образом, чем больше игрок воюет, тем быстрее он может открыть каждую из четырех способностей своего героя.
В игре три типа зданий: деревни, которые производят воинов, башни, защищающие территорию определенного радиуса, и кузницы, создающие оружие для повышения защиты и атаки армии. Деревни можно улучшать трижды, чем выше уровень деревни, тем больше воинов в нее помещается, а также увеличивается скорость производства юнитов. Башни тоже имеют три уровня улучшения, с каждым увеличивая радиус и скорость атаки. Кузницы не улучшаются. Также здание может быть конвертировано в здание другого типа и обратно.
Игроки распространяют свое влияние, выращивая армии в своих деревнях, захватывая нейтральные строения и зданиях соперников. Есть несколько вариантов условий победы: разгромить все армии соперников, захватив все строения на карте; захватить указанные здания быстрее противников; первым сбросить очки до нуля. Также игрок считается проигравшим, когда все его воины уничтожены, что предполагает захват всех его строений.

## Разработка игры
Концепция Mushroom Wars 2 появилась в 2014, когда разработчики оригинальной игры Mushroom Wars объединились c разработчиками из студии Zillion Whales. Как только первый прототип был готов, команда стала представлять игру на различных выставках от Игромира в Москве и Comic Con в Санкт-Петербурге до GDC в Сан Франциско и Gamescom в Кёльне. Игра разработана на Unity с кастомным C++ рендер-плагином.

## Награды
- Лучшая стратегия на WNConf 2016[13][14]
- Лучшая игра VK Fest 2016[12][15]
- Выбор журнала Игромания на VK Fest 2016[16]
- Номинация «Лучшая мобильная игра» на DevGamm[17]
- Одна из лучших игр Apple App Store 2016 года[18]
- Лучшая мобильная игра по версии GTP Indie Cup 2017[19]
- Лучшая многопользовательская игра Casual Connect Asia 2017[20]